# Lycomorphodes nigripyga
Lycomorphodes nigripyga är en fjärilsart som beskrevs av Embrik Strand 1922. Lycomorphodes nigripyga ingår i släktet Lycomorphodes och familjen björnspinnare. Inga underarter finns listade i Catalogue of Life.